# 57e Assemblée générale de l'Île-du-Prince-Édouard
La 57e Assemblée générale de l'Île-du-Prince-Édouard fut en séance du 9 juin 1986 au 2 mai 1989. Le Parti libéral dirigé par Joe Ghiz forma le gouvernement.
Edward Clark fut élu président.
Il y eut quatre sessions à la 57e Assemblée générale :
| Session | Début           | Fin             |
| ------- | --------------- | --------------- |
| 1re     | 9 juin 1986     | 18 juillet 1986 |
| 2e      | 2 février 1987  | 14 mai 1987     |
| 3e      | 22 février 1988 | 17 mai 1988     |
| 4e      | 13 février 1989 | 13 février 1989 |

## Membres

### Kings
| Circonscription | Membre de l'assemblée | Membre de l'assemblée                    | Parti        | Conseiller | Conseiller       | Parti        |
| --------------- | --------------------- | ---------------------------------------- | ------------ | ---------- | ---------------- | ------------ |
| 1er Kings       |                       | Ross "Johnny" Young                      | Libéral      |            | Albert Fogarty   | Conservateur |
| 2e Kings        |                       | Roddy B. Pratt                           | Conservateur |            | Francis O'Brien  | Conservateur |
| 3e Kings        |                       | A. A. Joey Fraser                        | Conservateur |            | Peter MacLeod    | Conservateur |
| 4e Kings        |                       | Stanley Bruce                            | Libéral      |            | Gilbert Clements | Libéral      |
| 5e Kings        |                       | Arthur J. MacDonald Rose Marie MacDonald | Libéral      |            | Barry Hicken     | Libéral      |

### Prince
| Circonscription | Membre de l'assemblée | Membre de l'assemblée      | Parti        | Conseiller | Conseiller               | Parti                |
| --------------- | --------------------- | -------------------------- | ------------ | ---------- | ------------------------ | -------------------- |
| 1er Prince      |                       | Robert Morrissey           | Libéral      |            | Robert Campbell (en)     | Libéral              |
| 2e Prince       |                       | Keith Milligan             | Libéral      |            | Allison Ellis            | Libéral              |
| 3e Prince       |                       | Léonce Bernard             | Libéral      |            | Edward Clark             | Libéral              |
| 4e Prince       |                       | Stavert Huestis            | Libéral      |            | Prowse Chappel           | Conservateur         |
| 5e Prince       |                       | George McMahon Andy Walker | Conservateur |            | Peter Pope Nancy Guptill | Conservateur Libéral |

### Queens
| Circonscription | Membre de l'assemblée | Membre de l'assemblée | Parti        | Conseiller | Conseiller         | Parti        |
| --------------- | --------------------- | --------------------- | ------------ | ---------- | ------------------ | ------------ |
| 1er Queens      |                       | Marion Reid           | Conservateur |            | Leone Bagnall      | Conservateur |
| 2e Queens       |                       | Gordon MacInnis       | Libéral      |            | Ron MacKinley      | Libéral      |
| 3e Queens       |                       | Betty Jean Brown      | Libéral      |            | Tom Dunply         | Libéral      |
| 4e Queens       |                       | Wilbur MacDonald      | Conservateur |            | Lynwood MacPherson | Libéral      |
| 5e Queens       |                       | Wayne Cheverie        | Libéral      |            | Tim Carroll        | Libéral      |
| 6e Queens       |                       | Joe Ghiz              | Libéral      |            | Paul Connolly      | Libéral      |